# Eleasar ben Jose ben Chalafta
R. Eleasar ben Jose ben Chalafta (auch: Eleazar ben Jose ben Chalafta) war ein jüdischer Gelehrter des Altertums, wird zu den Tannaiten der vierten Generation gezählt und wirkte im zweiten nachchristlichen Jahrhundert.

## Leben und Werk
Eleasar ben Jose war bereits, als sein Vater noch lebte, so bedeutend, dass dieser häufig dessen Aussprüche zitierte. Eleasar predigte Wohltätigkeit und Menschenliebe. Mit Vertretern der Samaritaner disputierte er heftig über den Glauben an eine unsterbliche Seele sowie über ihren heiligen Berg Garizim. Insbesondere warf er ihnen vor, dass ihre heiligen Schriften das Produkt einer Fälschung seien.
Eleasar soll mit Simeon ben Jochai nach Rom gereist sein und dort den von Titus geplünderten Tempelschatz gesehen haben. Zweck der Mission war der Versuch, die noch bestehenden hadrianischen judenfeindlichen Gesetze einer Überprüfung zuzuführen. Die Reise war erfolgreich, die Dekrete wurden aufgehoben.